# Роберто Тиранти
Роберто Тиранти (на италиански: Roberto Tiranti) (Генуа, 10 декември 1973 г.) е италиански певец и басист.
Певец на италианската група Labyrinth от 1997 г. до 2014 г. и отново от 2017 г., от 2012 г. е певец и басист на групата Mangala Vallis и групата APD. В тази двойна роля той е член на Кен Хенсли и Лайв Файър от 2013 г. Той също е басист и вокал на групата 999 Tribute to The Police.

## Биография
Той прави първите си стъпки в света на музиката през 1988 г., като свири с няколко приятели в клубовете на Лигурийската Ривиера. През същия период започва да учи пеене и музика, а впоследствие се посвещава на изучаването на опера в консерваторията и при тенора Отавио Гаравента. От 1993 г. до 1996 г. играе ролята на Исус в мюзикъла Jesus Christ Superstar, с аматьорска трупа от Лигурия.
През 1994 г. записва първия си албум с Vanexa, озаглавен Against The Sun.
През 1996 г. се присъединява към New Trolls, с които участва на фестивала в Санремо същата година. Той остава в групата до 2002 г., като изнася общо около 400 концерта. Също през 1996 г. излиза албумът La memoria dei Blindosbarra.
От 1997 г. той е вокалист на Labyrinth, пауър/прог метъл група, с която записва шест албума и мини компактдиск, както и концерти в чужбина (Латинска Америка, Европа, Азия). През същата година отново участва на фестивала в Санремо с New Trolls, представяйки песента Alianti liberi .
От 2000 г. той интерпретира Евробет песни, композирани от Дейв Роджърс за японския пазар, използвайки псевдонима Powerful T.
През 2003 г. той играе ролята на фараона Рамзес II в мюзикъла „Десетте заповеди“. През същия период той решава да тръгне по соло пътя, като записва първия си сингъл, озаглавен Sincerely. Той си сътрудничи с Кен Хенсли, Иън Пейс и Глен Хюз, Пивио и Алдо Де Скалзи за саундтраци. През 2005 г. излиза албумът Headrush на падуанския китарист Алекс Де Росо. През същата година си сътрудничи с китариста Пиер Гонела, като изпява песента Paradise в албума му Odyssea – Tears in Floods.
През 2006 г. си сътрудничи с групата на генуезкия диалект Буйо Песто в пародийната песен на Il Barbiere di Siviglia от албума Palanche. През 2007 г. заедно с Марко Барусо (китара) и Гуидо Карли (барабани) той дава живот на 999 Tribute to The Police. През същата година той започва сътрудничеството си с „Casa Paganini“ и си сътрудничи с Алекс де Росо, пеейки някои песни на King of balance, почит към Toto.
През 2008 г. е хорист в предаването „Да не изпускаме от поглед“ с диригент Паола Кортелези по Rai 3. През 2009 г. телевизионната програма в двойки с бедни и богати. През 2009 г., заедно с Гуидо Риполи, Мария Колиен и Паоло Маркини, той създава вокалния квартет „BATTI-BECCHI“ с репертоар от ренесансови мадригали, сакрална музика до модерни пиеси, преаранжирани за 4 гласа.
През 2010 г. е издаден новият албум на Labyrinth Return to Heaven Denied, Pt. 2 – A Midnight Autumn Dream и групата е подгряваща на откриването на италианските дати за Мегадет, Ози Озбърн и Айрън Мейдън. 2010 г. се характеризира с различни сътрудничества: в албума Castles, Wings, Stories and dreams на Paolo Siani and friends feat. Nuova Idea интерпретира някои песни; с групата Il Rovescio della Medaglia в диска Microstorie той се грижи за вокалните партии. Тя пее песента Lagrima в проекта Altremolecule на Davide Antonio Pio.
През 2011 г., между края на февруари и началото на април, той предприема 29-дневно европейско турне с Labyrinth. След завръщането си от турнето той участва в песента Shine „официална японска релефна песен“, написана от Марк Боалс и Върджил Донати. 2012 започва с издаването на албума на Алън Саймън EXCALIBUR III the origin, в който Тиранти играе ролята на келтския герой Дун Енгъс. Следва европейско турне, което започва през март. Той също дава гласа си, за да дублира изпятите части на един от героите във фантастиката на Дисни „Аз съм в групата“. Озвучава героя на Гари в анимационния филм на Дисни Мъпет. През май същата година излиза първият албум на миланската група Chakrah, в който присъства Set me free, песен, изпята от Тиранти и подписана в колаборация с групата.
Заедно с 36 други художници от района на Лигурия, той е част от групата Artisti Uniti per Genova в проекта Ora che, произведение, написано от Макс Кампиони и Лауро Ферарини, създадено за набиране на средства за наводнението в Генуа от 4 ноември 2011 г.
През юни излиза компактдискът на Кен Хенсли, озаглавен Love & other mysteries, в който Титанти пее две песни в дует с партньорката си Ирен Форначиари и солова песен на испански, озаглавена Respiro tu amor. Също така през 2012 г. той се присъединява към Mangala Vallis, прог банда на Реджо Емилия, като басист и певец, участвайки в албума Microsolco и в концертите на групата. На 23 ноември 2012 г. излиза за лейбъла Frontiers с групата APD, сформирана от Андреа Кантарели на китара, Роберто Тиранти на вокали и бас и Алесандро Биса на барабани.
Също през ноември той свири със Стеф Бърнс и Хуан ван Емерлоt в кратко турне в Италия. През януари 2013 г. той се присъединява към Кен Хенсли и Лайв Файър като басист певец и през октомври излиза албумът Trpuble, като заменя октомври се провежда промоционално турне. През същата година изпява като гост песента Platinum в албума On Fire на групата Mastercastle. През 2014 г. участва като басист и певец в групата Wonderworld с Кен Ингеврсен на китара и Том Арне Фосхайм на барабаните. С останалите трима членове и Кен Хенсли също е част от групата.
На 18 май 2014 г. тя получава наградата на „FIM“ за 2014 г. като най-добър лигурийски глас на Международния музикален панаир FIM в Генуа, изпълнявайки на сцената на Fiera del Mare заедно с Боби Кимбъл от Toto.
През март 2015 г. излиза първият му самостоятелен албум, озаглавен Knowing how to wait, съдържащ 11 песни, от които 4 акустични, 5 електрически и 2 вокални. Сред музикантите са: Стеф Бърнс, Алдо Де Скалци, Ирене Форначиари, Матиа Станчоиу, Марко Канепа, Марко Фада, Марко Барусо, Гуидо Карли, Андреа Мадалоне, Алесандро Грациано, Масимо Тригона, Лука Ламари.

## Дискография

### Солова дискография
- 2004 – Sinceramente (сингъл)
- 2015 – Sapere aspettare

### С Wonderworld
- 2014 – Wonderworld
- 2016 – Wonderworld II
- 2018 – Wonderworld III

### СKen Hensley & Live Fire
- 2013 – Trouble
- 2020 – Tales Of Live Fire & Other Mysteries

### С Labyrinth

#### Студийни албуми
- 1998 – Return to Heaven Denied
- 2000 – Sons of Thunder
- 2003 – Labyrinth
- 2005 – Freeman
- 2007 – 6 Days to Nowhere
- 2010 – Return to Heaven Denied, Pt. 2 – A Midnight Autumn Dream
- 2011 – As Time Goes By
- 2017 – Architecture of a God

#### EP
- 1999 – Timeless Crime

### С Mangala Vallis
- 2012 – Mangala Vallis

### С A.P.D.
- 2012 – A.P.D.

### С New Trolls
- 2000 – La storia dei New Trolls
- 2001 – Concerto Grosso Live